# Wilhelm Bleckwenn
Wilhelm Bleckwenn (Berge, 21 de outubro de 1906 — Saarbrücken, 10 de maio de 1989) foi um oficial alemão que serviu durante a Segunda Guerra Mundial. Foi condecorado com a Cruz de Cavaleiro da Cruz de Ferro.

## Condecorações
- Cruz de Ferro 2ª Classe
- Cruz de Ferro 1ª Classe
- Cruz de Cavaleiro da Cruz de Ferro 18 de outubro de 1944